# Бајнерштат
Бајнерштат (њем. Beinerstadt) општина је у њемачкој савезној држави Тирингија. Једно је од 43 општинска средишта округа Хилдбургхаузен. Према процјени из 2010. у општини је живјело 383 становника. Посједује регионалну шифру (AGS) 16069003.

## Географски и демографски подаци
Бајнерштат се налази у савезној држави Тирингија у округу Хилдбургхаузен. Општина се налази на надморској висини од 430 метара. Површина општине износи 6,7 km². У самом мјесту је, према процјени из 2010. године, живјело 383 становника. Просјечна густина становништва износи 57 становника/km².